# (10787) Ottoburkard
(10787) Ottoburkard est un astéroïde de la ceinture principale.

## Description
(10787) Ottoburkard est un astéroïde de la ceinture principale. Il fut découvert le 4 octobre 1991 à Tautenburg par Lutz Dieter Schmadel et Freimut Börngen. Il présente une orbite caractérisée par un demi-grand axe de 3,11 UA, une excentricité de 0,12 et une inclinaison de 5,0° par rapport à l'écliptique.

## Compléments